# Bol'šoj Olenij
L'isola Bol'šoj Olenij (in russo остров Большой Олений,  ostrov Bol'šoj Olenij; in italiano "isola grande del cervo") è un'isola russa nel Mare di Barents. Amministrativamente fa parte del Kol'skij rajon dell'oblast' di Murmansk, nel Circondario federale nordoccidentale. Sull'isola, nel 2010, vivevano 6 persone.
L'isola Malyj Olenij ("isola piccola del cervo") si trova in direzione ovest prima dell'isola Kil’din.

## Geografia
Bol'šoj Olenij si trova vicina alla costa nord della penisola di Kola. Ha che ha una forma allungata, misura circa due miglia di lunghezza per mezzo miglio di larghezza; ha un promontorio, alla sua estremità ovest, che si allunga verso nord e sulla cui punta c'è un faro, il Russkij. Di fronte alla punta orientale c'è un isolotto senza nome. Nella sua parte occidentale c'è un piccolo lago.

## Storia
L'isola fu descritta e mappata per la prima volta nel 1779 dagli ufficiali della fregata Evstafij (Евстафий) della flotta del retroammiraglio Chmetevskij (контр-адмирал Степан П. Хметевский). All'inizio del XX sec. l'isola era chiamata Russkij, da cui deriva l'attuale nome del faro.